# Pteronarcys dorsata
Pteronarcys dorsata is een steenvlieg uit de familie Pteronarcyidae. De wetenschappelijke naam van de soort is voor het eerst geldig gepubliceerd in 1823 door Say.
De soort komt voor in Noord-Amerika.